# 내동중학교 (경남)
내동중학교(內洞中學校)는 대한민국 경상남도 김해시 내동에 있는 공립 중학교이다.

## 학교 연혁
- 1991년 3월 25일 : 내동중학교 설립
- 1992년 3월 1일 : 내동중학교 개교
- 2022년 9월 1일 : 제 12대 천성민 교장 취임
- 2023년 2월 10일 : 제 29회 졸업식(졸업생 183명, 졸업생 누계 9,894명)
- 2023년 3월 2일 : 제 32회 입학식(2학급 남 23명, 여 16명 계 39명)
- 2024년 2월 8일 : 제 30회 졸업식(졸업생 114명, 졸업생 누계 10,008명)
- 2024년 3월 4일 : 제 33회 입학식(2학급, 남 27명, 여 13명, 계40명)

## 참고 자료
- 내동중학교 - 한국교육학술정보원 학교알리미